# Tora (musikalbum)
Tora är den cypriotiska artisten Anna Vissis album som kom ut år 1988.

## Låtlista
1. 1988
2. Ki'akoma S'agapo
3. Mono To Sexde Ftani
4. Kipseli
5. Ta Koritsia Ine Atakta
6. Magiko Hali
7. Ta Mathitika Xronia
8. Mono Mia Nihta
9. Tora
10. Den S'allazo
11. Skandali